# Anarisfjällen
Anarisfjällen (LITERALMENTE serra de Anaris) é uma montanha sueca na província histórica da Jämtland. O seu ponto mais alto é Stora Anahögen com 1 423 metros. Esta montanha está localizada na comuna de Åre.